# Каневскаја
Каневскаја (рус. Каневская) насељено је место руралног типа (станица) на југозападу европског дела Руске Федерације. Налази се на северу Краснодарске Покрајине и административно припада њеном Каневском рејону чији је уједно и административни центар.
Према статистичким подацима Националне статистичке службе Русије за 2010. у насељу је живело 44.386 становника и самим тим Каневскаја је највеће сеоско насеље на тлу Русије.

## Географија
Станица Каневскаја се налази у централном делу Каневског рејона на око 128 km северно од града Краснодара. Лежи у ниској и доста мочварној Кубањско-приазовској низији на месту где се у реку Челбас уливају њене притоке Средњи и Суви челбас. Станица се протеже на територији површине 2.399 хектара.
Насеље се налази у зони умереноконтиненталне климе са карактеристичним благим зимама и умерено топлим летима. Јануарски просек температура ваздуха је −3,6 °C, односно јулски 29,3 °C. Количина падавина је доста мала, у просеку око 500 милиметара и углавном се излучују почетком лета.

## Историја
Каневско козачко насеље основано је током 1794. године од стране потпуковника кубањских Козака Павла Животовског и било је једно од првих козачких насеља на црноморској обали Кубања.

## Демографија
Према подацима са пописа становништва 2010. у селу је живело 44.386 становника и највеће је сеоско насеље на тлу Руске Федерације.
| 1897. | 1939.  | 1959.  | 1970.  | 1979.  | 1989.  | 2002.  | 2010.  |
| ----- | ------ | ------ | ------ | ------ | ------ | ------ | ------ |
| 9.400 | 14.812 | 19.223 | 29.325 | 31.690 | 37.245 | 44.755 | 44.386 |